# آنته وولیچ
آنته وولیچ (کرواتی: Ante Vulić؛ ۱۶ اوت ۱۹۲۸ – ۷ اوت ۱۹۹۳) بازیکن فوتبال اهل کرواسی بود.
از باشگاه‌هایی که در آن بازی کرده‌است می‌توان به باشگاه فوتبال هایدوک اسپلیت اشاره کرد.
وی همچنین در تیم ملی فوتبال کرواسی بازی کرده‌است.